# 片山まり
片山 まり（かたやま まり）は1965年（昭和40年）のミス・ユニバース日本代表である。

## 来歴・人物
東京都杉並区出身。慶應義塾大学在学中、昭和37年度の全日本学生水上スキー女子チャンピオンとなった。卒業して家事手伝いをしていた24歳のときミス・ユニバース日本代表に選出された。1965年（昭和40年）6月26日、東京国際空港からKLMオランダ航空機で世界大会に出発した。オランダのアムステルダムに立ち寄り、ブラジルではリオデジャネイロ建設400年式典に参加し、アメリカ合衆国ではニューヨークの国際連合本部やアーリントン国立墓地を訪れ、リンドン・ジョンソン大統領と会見した。7月にマイアミビーチで開かれた世界大会では入賞を果たすことは出来なかった。
その後はSOSに所属し、日本で初めて手と脚だけのファッションモデル（パーツモデル）「片山マリ」となり、パンスト、化粧品、宝石など多くのCMに出演した。